# Новониколаевка (Каменской район)
Новоникола́евка (укр. Новомиколаївка) — посёлок Каменского района Днепропетровской области Украины. Входит в состав Верхнеднепровской городской общины.
Являлся административным центром ликв Новониколаевского поселкового совета, в который, кроме того, входили сёла Братское, Воеводовка, Чепино и Чубаровка.

## Географическое положение
Посёлок городского типа Новониколаевка находится в 3-х км от правого берега Каменского водохранилища,
на расстоянии в 0,5 км от села Братское.
По селу протекает пересыхающий ручей с запрудой.

## История
Село Новониколаевка возникло в 1917 году вследствие переезда жителей села Николаевки Верхнеднепровского уезда на земли, конфискованные у помещика Потоцкого.
Посёлок образован на базе села Новониколаевка и рабочего посёлка Мануиловка в 1966 году. Здесь действовал племенной птицеводческий совхоз.
В 1985 году здесь был построен универмаг.
В январе 1989 года численность населения составляла 4142 человека.
В июле 1995 года Кабинет министров Украины утвердил решение о приватизации находившегося здесь птицеводческого совхоза.
По состоянию на 1 января 2013 года численность населения составляла 4187 человек.

## Экономика
- «Верхнеднепровский», ОАО.

## Объекты социальной сферы
Две школы, детский сад, Дом культуры и фельдшерско-акушерский пункт.

## Транспорт
Железнодорожная станция Верхнеднепровск на линии Днепр—Верховцево.
Через посёлок проходит автомобильная дорога национального значения H-08, а также автодорога и Т-0429

## Религия
- Храм Рождества Пресвятой Богородицы.
- Церковь христиан веры евангельской Украины «Горлица».